# Morzyk piskliwy
Morzyk piskliwy (Synthliboramphus hypoleucus) – gatunek średniej wielkości ptaka morskiego z rodziny alk (Alcidae), występujący u zachodnich wybrzeży Ameryki Północnej. Zagrożony wyginięciem.

## Taksonomia
Takson ten jako pierwszy opisał węgierski zoolog Xantus pod nazwą Brachyramphus hypoleucus. Opis ukazał się w 1860 roku na łamach „Proceedings of the Academy of Natural Sciences of Philadelphia”. Obecnie morzyk piskliwy umieszczany jest w rodzaju Synthliboramphus. Jest to gatunek monotypowy. Za jego podgatunek uznawany był morzyk żałobny (Synthliboramphus scrippsi), klasyfikowany obecnie jako odrębny gatunek.

## Występowanie
Występuje u zachodnich wybrzeży Ameryki Północnej. Gniazduje w koloniach na wyspach wzdłuż wybrzeży środkowej i południowej Kalifornii oraz Półwyspu Kalifornijskiego, w tym na Islas San Benito i Guadalupe.

## Morfologia
Długość ciała około 25 cm. Upierzenie grzbietu i wierzchu głowy czarne. Spód biały z częściowo szaro-czarnymi bokami. Dziób czarny, wąski, ostro zakończony. Samice przeważnie mniejsze od samców.

## Ekologia i zachowanie

### Pożywienie
Pokarm stanowią ryby i kałamarnice.

### Lęgi
Samica składa 2 brązowo-zielone, ciemno cętkowane jaja w podziemnej jamie. Pisklęta klują się po okresie około 5 tygodni od rozpoczęcia wysiadywania i w ciągu kilku dni są w stanie podążyć w kierunku oceanu za rodzicami. Rodzina pływa wspólnie z dala od wybrzeża, gdzie w ciągu pierwszych dni życia pisklęta są karmione.

## Status i ochrona
Międzynarodowa Unia Ochrony Przyrody (IUCN) uznaje morzyka piskliwego za gatunek zagrożony (EN – Endangered) nieprzerwanie od 2014 roku, kiedy to wydzielono takson scrippsi do odrębnego gatunku. Globalny trend liczebności populacji uznawany jest za spadkowy ze względu na drapieżnictwo ssaków. Głównym zagrożeniem jest myszak leśny, który niepokoi ptaki podczas okresu lęgowego, ale także może im bezpośrednio zagrażać.